# Holcocephala oculata
Holcocephala oculata är en tvåvingeart som först beskrevs av Fabricius 1805.  Holcocephala oculata ingår i släktet Holcocephala och familjen rovflugor. Inga underarter finns listade i Catalogue of Life.